# Margarita Bolaños Arquín
Margarita Bolaños Arquín (1953) es una antropóloga y dirigente política costarricense. Bolaños ejerció la presidencia del Partido Acción Ciudadana. Bolaños tiene estudios de antropología de la Universidad de Costa Rica y una maestría de la Universidad de Kansas finalizada en 1999 y ha ejercido como investigadora y docente para la Universidad de Chile y la Universidad de Costa Rica. Bolaños fue elegida secretaria general del Partido Acción Ciudadana en 2009 (entonces primera fuerza de oposición), cargo que ejerció hasta 2013 al lado de la entonces presidenta Elizabeth Fonseca Corrales. Fue elegida presidenta del Comité Ejecutivo Nacional de su partido el 17 de marzo de 2015.